# أليسا ماستروموناكو
أليسا ميندي ماستروموناكو (بالإنجليزية: Alyssa Mastromonaco) من مواليد 22 فبراير 1976، هي متحدثة باسم الولايات المتحدة و مسؤولة حكومية سابقة.

## التعليم
في عام 1994 تخرجت من مدرسة راينبيك الثانوية و عملت في وظائف مختلفة. التحقت بجامعة فيرمونت لمدة عامين في تخصص اللغة الفرنسية مع تخصص ثانوي في اللغة اليابانية. ثم انتقلت إلى جامعة ويسكونسن ماديسون حيث تخرجت بدرجة بكالوريوس الآداب في العلوم السياسية عام 1998.

## مسارها الوظيفي
عملت سابقًا كرئيسة للإستراتيجية الاتصالات العالمية والمواهب في شبكة إيه أند إي ورئيسة العمليات في إعلام فايس. وهي أيضًا محررة مساهمة في مجلة ماري كلير. عملت سابقًا كنائبة رئيس أركان العمليات في البيت الأبيض في إدارة الرئيس باراك أوباما من 2011 إلى 2014. كانت أصغر امرأة تشغل هذا المنصب. في عام 2005 تم تعيينها كمديرة جدولة للسيناتور أوباما.  وهي أيضًا الكاتبة الأكثر مبيعًا في نيويورك و مضيفًا مشاركًا لبودكاست الهستيريا كروكيد ميديا.

## الحياة الشخصية
نشأت ماستروموناكو في راينبيك، نيويورك. كان والدها مستشارًا للأعمال و كانت والدتها تعمل كمساعدة غداء في المدرسة الثانوية. و في نوفمبر 2013 تزوجت من ديفيد كرون الذي عمل مع زعيم الأقلية في مجلس الشيوخ هاري ريد و كان رئيس أركانه من عام 2008 إلى 2015. يعيش الزوجان حاليًا في حي تريبيكا في مدينة نيويورك الولايات المتحدة.